# Felipe S. Guerra
Felipe S. Guerra fue un abogado y político peruano.
Fue elegido en 1913 como diputado suplente de la provincia de Huancayo, en el departamento de Junín, junto a Rodrigo Peña Murrieta, Leonidas Ponce y Cier y Ernesto L. Ráez quienes fueron elegidos como diputados titulares o propietarios. Cumplió su mandato durante los gobiernos de Guillermo Billinghurst, Oscar R. Benavides y el segundo gobierno de José Pardo. Es autor del libro Vacíos de nuestra legislación en lo que se refiere a la Medicina Legal publicado en el año 1911 y de un Manual para jueces de paz publicado en 1938